# 小金湯停留所
小金湯停留所（こがねゆていりゅうじょ）は、かつて北海道札幌市南区小金湯にあった定山渓鉄道線の駅（停留所）である。同線の廃線により1969年（昭和44年）に廃駅となった。
小金湯温泉のために設けられた停留所で、特に7月の土用の丑の日には湯治客で大変に混雑した。そのほかハイキングや釣りを目的とする利用者も多かった。

## 歴史
- 1936年（昭和11年）10月20日：開業。
- 1969年（昭和44年）11月1日：定山渓鉄道線廃止に伴い廃駅。

## 隣の駅
定山渓鉄道
定山渓鉄道線
滝の沢駅 - 小金湯停留所 - 一の沢停留所